# Waxweiler
Pour les articles homonymes, voir Waxweiler (homonymie).

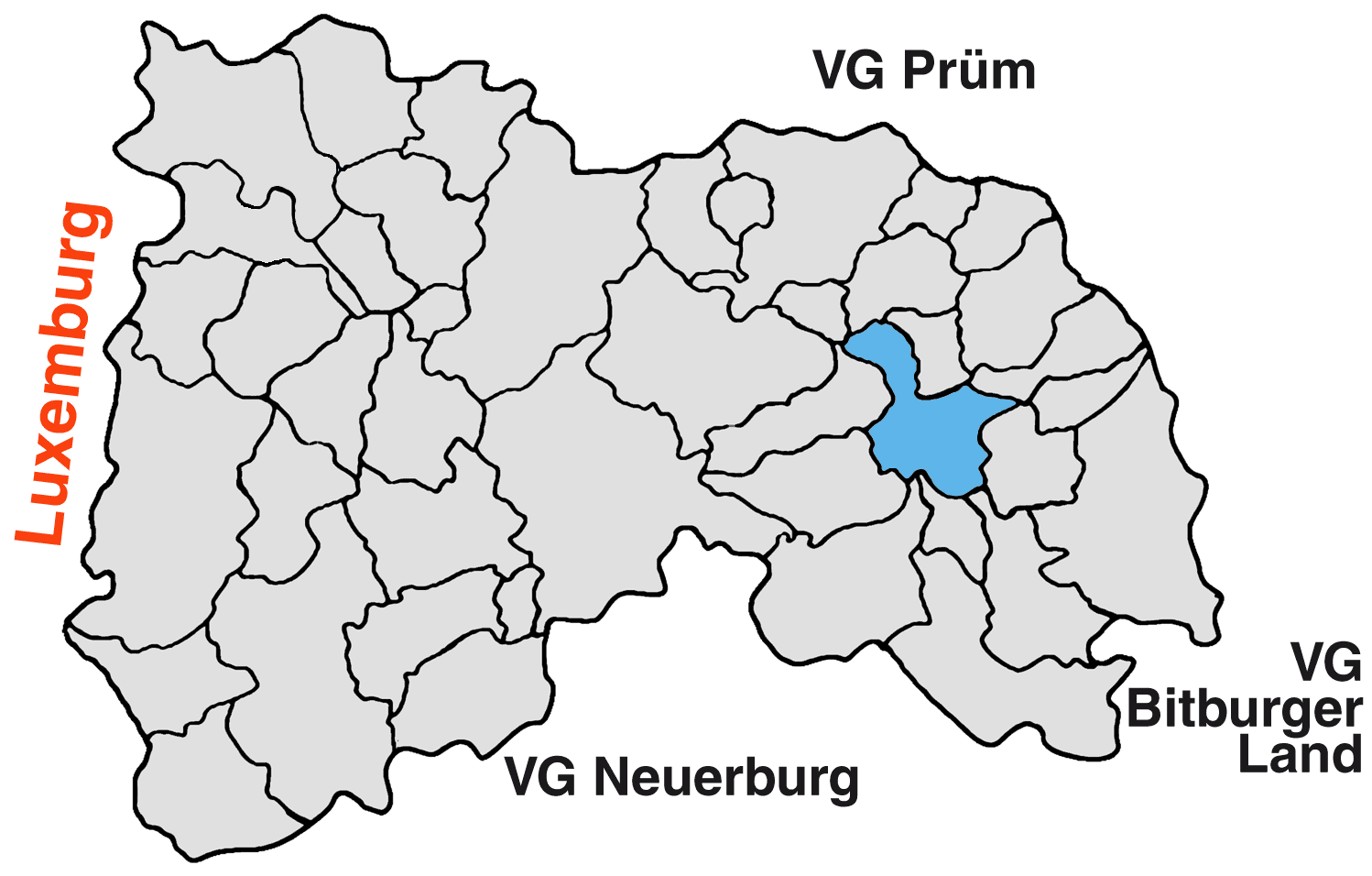
District d'Arzfeld avec Waxweiler en bleu

Waxweiler (Woossweller en Luxembourgeois) est une municipalité de Rhénanie-Palatinat appartenant à la commune fusionnée d'Arzfeld et à l'arrondissement d'Eifel-Bitburg-Prüm, à proximité du Luxembourg, et de la Belgique.